# Brookshire, Texas
Brookshire là một thành phố thuộc quận Waller, tiểu bang Texas, Hoa Kỳ. Năm 2010, dân số của xã này là 4702 người.

## Dân số
- Dân số năm 2000: 3450 người.
- Dân số năm 2010: 4702 người.